# Vinho Mariani

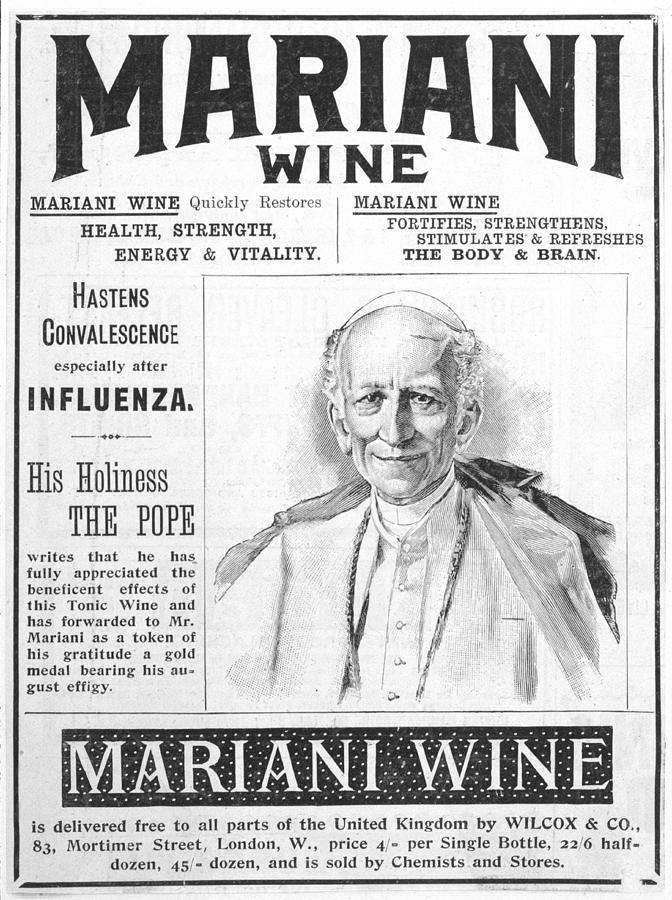
Publicidade do vinho Mariani

O Vinho Mariani (em francês:  Vin Mariani) era uma bebida que continha vinho de Bordeaux e extratos de folha de coca. Foi criada em 1863 por Angelo Mariani, que a promovia atribuindo-lhe uma grande quantidade de propriedades terapêuticas. A bebida gozou de grande popularidade entre artistas e intelectuais europeus da época. Alguns afirmam que os papas Pio IX e Leão XIII foram especialmente entusiastas do tônico. Inspirou a Coca-Cola, inicialmente uma mistura semelhante.
O vinho tem sido reproduzido por VinMariani.fr.

## Ação farmacológica
A mistura de álcool etílico e cocaína contida no Vinho Mariani provoca tanto efeitos estimulantes como depressores no sistema nervoso central, com maior toxicidade devido à formação hepática do metabólito cocaetileno, bem como maior potencial de causar sobredose.